# Nils Nilsøn Dahl
Nils Nilsøn Dahl, född den 18 juli 1806, död den 21 juli 1854, var en norsk präst och politiker. Han var far till Walter Scott Dahl.
Dahl blev teologie kandidat 1830 och 1851 sockenpräst i Eid i Nordfjord. Dahl tillhörde Henrik Wergelands vänkrets. Till sin uppfattning var han utpräglat liberal, såväl i fråga om politiken som teologin. Han deltog i stortingen 1845, 1848 och 1851, under de båda sistnämnda som president.